# Botryosporium pyramidale
Botryosporium pyramidale är en svampart som beskrevs av Costantin 1888. Botryosporium pyramidale ingår i släktet Botryosporium, divisionen sporsäcksvampar och riket svampar.   Inga underarter finns listade i Catalogue of Life.